# La Santísima Trinidad de Paraná
La Santísima Trinidad de Paraná, nota anche come Santa Trinità di Paraná, è un'ex missione gesuita del Paraguay. È un esemplare di missione in stile gesuitas, piccole colonie fondate da missionari in vari luoghi dell'America meridionale durante il diciassettesimo e diciottesimo secolo. Le missioni vennero costruite come città in miniatura che integravano la popolazione indigena con le persone di fede cristiana.
La Santísima Trinidad de Paraná, spesso chiamata dagli abitanti locali "rovine di Trinidad", fu una delle ultime missioni ad essere erette lungo il fiume Paraná a cavallo tra il Paraguay meridionale e l'Argentina settentrionale. È anche la più accessibile nonché la più visitata. Situata vicino alla moderna città di Encarnación, Trinidad venne originariamente costruita nel 1706, ed era studiata per essere autosufficiente con una piazza centrale, una grande chiesa, una scuola, numerosi negozi, un museo e case per la popolazione locale.
Il declino dell'influenza gesuita portò all'abbandono di Trinidad e delle altre missioni, che vennero lasciate in stato di abbandono. A causa delle modernità delle strutture, la missione non ha sofferto troppo dell'erosione degli agenti atmosferici, e la società moderna ha provveduto a mantenere in ottimo stato di conservazione il complesso. Questa missione fa parte dei due patrimoni dell'umanità dell'UNESCO in Paraguay.